# مدافعان آردانیا
مدافعان آردانیا (انگلیسی: Defenders of Ardania) یک بازی ویدئویی استراتژی هم‌زمان است که برای ویندوز ،آی‌اواس، ایکس باکس ۳۶۰ و پلی استیشن ۳ منتشر شده‌است. این بازی به دست موست وانتد اینترتینمنت ساخته و به دست دیپ سیلور و پارادوکس اینتراکتیو منتشر شده‌است. این بازی در ۶ دسامبر ۲۰۱۱ برای آی‌اواس و در ۱۴ مارس ۲۰۱۲ برای دیگر سکوها منتشر شد.